# Karl Horst Hödicke
Karl Horst Hödicke, né le 21 février 1938 à Nuremberg et mort le 8 février 2024 à Berlin, est un peintre allemand, artiste plasticien et enseignant.

## Biographie

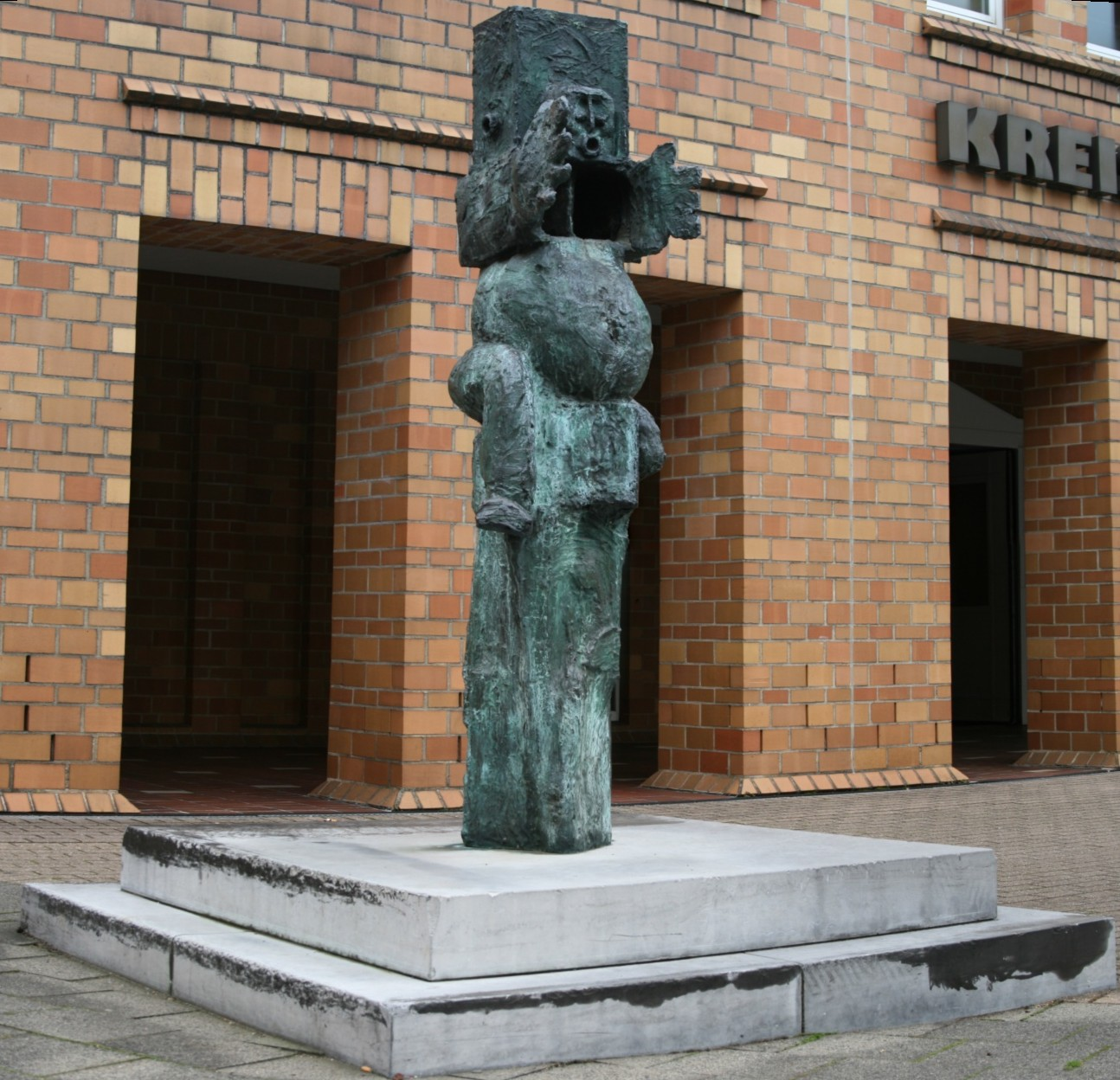
Sculpture Kasper en bronze (collection de sculptures de Viersen).

Karl Horst Hödicke naît le 21 février 1938 à Nuremberg. En 1945 sa famille s'établit à Vienne et en 1957 il s'installe à Berlin.
En 1959, il étudie auprès de Fred Thieler à la Staatliche Hochschule für Bildende Künste de Berlin, mais se détourne de l'abstraction de son mentor pour adopter un style de peinture expressionniste plus figuratif.
En 1961, il rejoint un groupe appelé « Vision » et, en 1964, il cofonde Grossgörschen 35, une coopérative d'artistes qui expose une série d'œuvres figuratives d'artistes qui rejettent l'abstraction. Il passe un an à New York en 1966 et reçoit l'année suivante une bourse de la Villa Massimo à Rome.
En 1974, il enseigne là où il a étudié. Parmi ses élèves figurent Helmut Middendorf et Rainer Fetting.
En 1980, il est élu membre de l'Académie des arts de Berlin.
Karl Horst Hödicke meurt le 8 février 2024 à Berlin.

## Expositions
- 1964, Grossgörchen 35, Berlin[2]
- 1984, Palais des Beaux-Arts, Bruxelles[2]
- 1991, Artcurial, Paris[2]